# Гиллан, Шерил
Дама Шерил Элиз Кендалл Гиллан (англ. Cheryl Elise Kendall Gillan; 21 апреля 1952, Кардифф — 4 апреля 2021, Эпсом) — британский политик, министр по делам Уэльса в первом кабинете Дэвида Кэмерона (2010—2012).

## Биография
Родилась в семье военнослужащих — отец был армейским офицером и впоследствии — директором сталелитейной компании, а мать состояла в Женской вспомогательной службе британского флота. Первые одиннадцать лет жизни провела в Уэльсе на семейных фермах близ Аска. Окончила Челтнемский женский колледж и Юридический колледж, затем занималась маркетингом в частных компаниях.
В 1992 году избрана в Палату общин от округа Чешем и Амершем (графство Бакингемшир) и сразу приняла участие в консервативном движении «Новое начало», которое стремилось предотвратить присоединение Великобритании к Маастрихтскому договору. Тем не менее, в кабинете Джона Мейджора заняла должность младшего министра в Департаменте образования и занятости, а после поражения консерваторов на выборах 1997 года работала в теневом кабинете сначала в области торговли и промышленности, затем отвечала за вопросы внешней политики и международного развития. С 2001 по 2003 год являлась парламентским организатором, впоследствии занималась в теневом правительстве проблемами внутренней политики, конституционной и правовой реформ.
При формировании в 2005 году теневого кабинета Дэвида Кэмерона сменила Билла Уиггина в должности теневого министра по делам Уэльса.
12 мая 2010 года получила портфель министра по делам Уэльса в первом кабинете Дэвида Кэмерона.
4 сентября 2012 года в ходе очередных кадровых перестановок в кабинете освобождена от должности.
8 июня 2017 года победила в своём прежнем округе на парламентских выборах с результатом 60,7 % против 20,6 % у сильнейшей их соперников — лейбористки Нины Длузевска (Nina Dluzewska).
Скончалась 4 апреля 2021 года вследствие онкологического заболевания.

## Личная жизнь
Шерил Гиллан была замужем за Джеком Лимингом (Jack Leeming). В январе 2012 года разразился скандал, поскольку Гиллан в ноябре 2011 года продала свой дом, находящийся в 500 ярдах от будущей линии скоростной железной дороги за несколько недель до утверждения правительством проекта этого строительства. Соседи обвинили пару в лицемерии, но представители семьи объяснили, что дом был выставлен на продажу ещё в 2010 году, так как 59-летней Шерил и её 84-летнему мужу было тяжело подниматься по лестнице, и был продан на 20 % ниже начальной цены.
Супруги прожили в браке с 1985 по 2019 год, когда в возрасте 91 года умер муж — математик по образованию, окончивший Кэмбриджский университет; долгое время он находился на государственной службе, затем помогал жене в исполнении её парламентских обязанностей.